# Операция «Сатана»
«Опера́ция „Сатана́“» — российский телесериал режиссёра Юрия Мороза, снятый в 2018 году. Премьера состоялась 1 октября 2018 года на Первом канале. Повторный показ с 28 октября 2019 года.
Сериал является пятым в серии фильмов о майоре Черкасове из цикла криминальных расследований, в который входят телесериалы «Мосгаз», «Палач», «Паук», «Шакал»; следующий — «Формула мести». Действие происходит в 1975 году. В новом сезоне главный герой поначалу работает участковым милиционером. Но обстоятельства возвращают его к работе в МУРе и даже к сотрудничеству с КГБ. Черкасову придётся принять участие в расследовании утечки секретной информации о ракете «Сатана». Основой сюжета является история агента ЦРУ Адольфа Толкачёва (в фильме — агент «Камень»).

## Сюжет
1975 год. Холодная война между СССР и США, гонка вооружений. Напряжённо работают учёные над созданием межконтинентальных ракет. В Советском Союзе становится очевидной утечка секретной информации о разработке ракеты «Сатана». Казалось бы, как может быть связан майор милиции с разведкой спецслужб? Однако именно он, Иван Петрович, уволенный из МУРа, трудящийся обычным участковым, оказывает неоценимую помощь КГБ в поимке американского шпиона.

## В ролях
- Андрей Смоляков — Иван Петрович Черкасов, майор милиции
- Виктория Исакова — Ольга Кускова, лаборантка КБ «Север»
- Игорь Гордин — Николай Андреевич Рыбаков (агент «Рыбак»)
- Владимир Ильин — Сергей Петрович Медников, ведущий конструктор КБ «Север»
- Сергей Колтаков — Анатолий Витальевич Десницкий, начальник отдела, ведущий конструктор КБ «Север»
- Марина Александрова — Софья Борисовна Тимофеева, начальник отдела МУРа
- Александр Голубев — Егор Осадчий, помощник Черкасова, сержант милиции
- Яна Сексте — Лора Купер, резидент ЦРУ в Москве
- Мартин Джон Кук — Алан Райт, шеф московского отдела ЦРУ
- Даниэла Стоянович — Маргарита Сергеевна Карпухина, жена Черкасова
- Александра Ребенок — Анна Николаевна Макарова, начальник Первого отдела КБ «Север»
- Владимир Юматов — Григорий Михайлович Чудовский, редактор газеты «Советская трибуна», фронтовой друг Черкасова
- Сергей Угрюмов — Роберт Михайлович Лебедев, полковник КГБ
- Дмитрий Куличков — Александр Сергеевич Коковкин, лейтенант КГБ
- Владислав Павлов — секретарь Лебедева
- Луиза Мосендз — Зинаида Васильевна Кац, судмедэксперт
- Владимир Новиков — Леонид Брежнев (озвучивание — Сергей Колтаков)
- Вячеслав Жолобов — Юрий Андропов
- Александр Домогаров — Савелий, бывший сожитель Ольги Кусковой
- Светлана Колпакова — Рая, сожительница Савелия
- Юрий Чурсин — Стас (Станислав Петрович) Шелест, художник
- Михаил Филиппов — Борис Алексеевич Заболотный, генеральный конструктор КБ «Север»
- Лариса Удовиченко — Нина Павловна Медникова
- Софья Евстигнеева — Юля Медникова, дочь Медниковой и Десницкого, актриса ансамбля «Калинка»
- Алексей Бардуков — Алексей Гаркуша, старший лейтенант милиции
- Вадим Андреев — Фёдор Григорьевич Саблин, генерал-майор милиции
- Юрий Тарасов — Никита Васильевич Пожидаев, подполковник милиции, начальник отдела МУРа
- Александр Дробитько — Слава Карпухин, сын Маргариты и Олега, пасынок Черкасова
- Денис Бургазлиев — Олег Дмитриевич Карпухин, отец Славы
- Олег Алмазов — Василий Фёдорович Горохов, проводник
- Евгений Бакалов — патологоанатом
- Леонид Громов — Сергей Борисович, директор ансамбля «Калинка»
- Эдвард Опп — Джон Адамс, генерал ВВС США, член комитета по разведке США
- Наталия Потапова — сотрудница КБ «Север»
- Полина Пушкарук — лейтенант Анфиса Васильевна Авдеева, сотрудница архива